# Robert Trujillo
Roberto Agustín Miguel Santiago Samuel Trujillo Veracruz, semplicemente conosciuto come Robert Trujillo (Santa Monica, 23 ottobre 1964), è un bassista statunitense, noto per essere il bassista dei Metallica dal 2003. In precedenza ha suonato il basso per i gruppi Suicidal Tendencies, Infectious Grooves, Cyco Miko, Black Label Society e per Ozzy Osbourne.

## Biografia
Di ascendenze messicane e indiane americane e cresciuto nel quartiere Venice di Los Angeles, Trujillo ha iniziato a suonare per alcuni gruppi della zona prima di unirsi ai Suicidal Tendencies nel 1989, al posto di Bob Heathcote. All'interno del gruppo, si è distinto per l'incorporazione di giri di basso tipicamente funk, soprattutto negli album Lights...Camera...Revolution! e Art of Rebellion. Stupito dalle sue performance, il cantante Mike Muir decise di dar vita insieme a Trujillo ad un progetto collaterale, il complesso funk metal Infectious Grooves, sulle scene fin dal 1990. Nel 1999 collabora al brano Llamando a la tierra della band spagnola Macaco, contenuto nel loro album d'esordio El mono en el ojo del tigre.
Dal 2001 al 2003 è stato componente della band di Ozzy Osbourne, con il quale ha inciso gli album Down to Earth (2001) e Live at Budokan (2002), uscito anche come DVD, oltre a re-incidere assieme a Mike Bordin le parti di basso e di batteria dei primi due album di Osbourne, Blizzard of Ozz e Diary of a Madman. Nello stesso periodo entra a far parte dei Black Label Society di Zakk Wylde e suona il basso per Jerry Cantrell nell'album del 2002 Degradation Trip.
Robert Trujillo è diventato bassista dei Metallica, a seguito di un accordo del gruppo con Ozzy Osbourne riguardante uno scambio di bassisti (infatti Jason Newsted entrò a far parte per un breve periodo nella band di Ozzy), il 24 febbraio 2003, dopo l'abbandono di Jason Newsted e grazie ad un accordo con i tre membri storici - James Hetfield, Lars Ulrich e Kirk Hammett - che il gruppo racconta nel documentario del 2004 Metallica: Some Kind of Monster. Il primo album dei Metallica registrato insieme a Trujillo è stato Death Magnetic del 2008 (le parti di basso di St. Anger erano state registrate dall'allora produttore Bob Rock).
Con Benji Webbe (Skindred, Dub War) Trujillo ha fondato anche i Mass Mental, che in Giappone hanno pubblicato l'album How to Write Love Songs.

## Discografia

### Con i Suicidal Tendencies
- 1989 – Controlled by Hatred/Feel Like Shit...Déjà-Vu (come "Stymee")
- 1990 – Lights Camera Revolution
- 1992 – The Art of Rebellion
- 1993 – Still Cyco After All These Years
- 1994 – Suicidal for Life
- 1997 – Prime Cuts

### Con gli Infectious Grooves
- 1991 – The Plague That Makes Your Booty Move...It's the Infectious Grooves
- 1993 – Sarsippius' Ark (Limited Edition)
- 1994 – Groove Family Cyco
- 2000 – Mas Borracho

### Con i Mass Mental
- 1999 – How to Write Love Songs
- 2001 – Live in Tokyo

### Con Ozzy Osbourne
- 2001 – Down to Earth
- 2002 – Blizzard of Ozz (riedizione)
- 2002 – Diary of a Madman (riedizione)
- 2002 – Live at Budokan

### Con i Black Label Society
- 2002 – 1919 Eternal
- 2002 – Boozed, Broozed, and Broken-Boned (Live DVD)

### Con Jerry Cantrell
- 2002 – Degradation Trip
- 2002 – Degradation Trip Volumes 1 & 2

### Con i Metallica
- 2008 – Death Magnetic
- 2011 – Lulu (con Lou Reed)
- 2016 – Hardwired... to Self-Destruct
- 2023 – 72 Seasons

### Collaborazioni
- 1995 – 3T – Brotherhood (basso in With You)
- 1997 – Glenn Tipton – Baptizm of Fire (basso in Hard Core, Paint It Black e Voodoo Brother)
- 1998 – A.N.I.M.A.L. – Poder latino (basso in Dejar de ser)
- 2000 – Macaco – El mono en el ojo del tigre (basso in Llamando a la tierra)
- 2000 – AA.VV. – Metallic Assault: A Tribute to Metallica (basso in Battery e Enter Sandman)
- 2001 – Insolence – Revolution
- 2002 – AA.VV. – Ogden Nash's The Christmas That Almost Wasn't
- 2002 – Black Label Society – 1919 Eternal (basso in Demise of Sanity, Paint It Black e Life, Birth, Blood, Doom)
- 2003 – AA.VV. – Hazy Dreams (Not Just) A Jimi Hendrix Tribute (basso in Foxey Lady)
- 2003 – AA.VV. – Stairway to Rock: (Not Just) A Led Zeppelin Tribute (basso in Communication Breakdown)
- 2010 – Frank Zappa – The Frank Zappa AAAFNRAAA Birthday Bundle (basso in The Torture Never Stops)
- 2011 – Cyco Miko – The Mad Mad Muir Musical Tour (Part One) (basso in Got Feeling's?, Done Gone Stupid, Hang On, Slo Death e Soulvation)
- 2015 – Farmikos – Farmikos (basso in tutti i brani eccetto in The Sound of My Gun e Ascension)
- 2022 - Ozzy Osbourne - Patient Number 9 - (basso in Patient Number 9, Parasite, Mr. Darkness, Evil Shuffle, Degradation Rules, Dead and Gone, God Only Knows e Darkside Blues)